# Miszewo (Trzebielino)
Miszewo (deutsch Missow) ist ein Dorf in der polnischen Woiwodschaft Pommern und gehört zur Gmina Trzebielino (Treblin) im Powiat Bytowski (Bütower Kreis).

## Geographische Lage
Das Dorf liegt in Hinterpommern, etwa 30 Kilometer nordnordöstlich von Miastko (Rummelsburg i. Pom.), 22 Kilometer südsüdöstlich von Słupsk (Stolp), elf Kilometer südsüdöstlich des Dorfs Kwakowo (Quackenburg) und acht Kilometer nordnordwestlich des Dorfs Trzebielino (Treblin).

## Geschichte

Missow, nordnordöstlich von Rummelsburg und nordnordwestlich des Kirchdorfs Treblin, auf einer Landkarte von 1915

Das Dorf Missow war ehemals ein altes Lehen der Familie Wobeser. Um 1772 erbte es der Landrat Balthasar Ludwig von Wobeser als nächster Lehnsnachfolger, nachdem der vorherige Besitzer, der Oberstlieutenant Jakob Franz von Wobeser, keine Witwe und keine Abkömmlinge hinterlassen hatte. Um 1782 gehörten zu dem Gut vier Bauern, zwei Kossäten und insgesamt vier Feuerstellen (Haushaltungen). Laut Vasallentabelle befand sich das Gut 1804 im Besitz des 75 Jahre alten Anthon Ludwig von Puttkamer, der es von der Familie Wobeser erworben hatte. Um 1856 befand sich Missow im Besitz von Ernst von Puttkamer auf Wobeser.
Im Jahr 1884 wird ein von Gostkowski in Stolp als Besitzer des 311 Hektar großen Guts Missow angegeben, der es auch 1892 besaß.
Am 13. August 1910 wurde der Gutsbezirk Missow in die Landgemeinde Missow eingegliedert.
Am 1. Dezember 1913 wurden auf der 391 Hektar großen Gemarkungsfläche der Landgemeinde Missow 27 viehhaltende Haushaltungen gezählt, die zusammen 46 Pferde, 138 Stück Rindvieh, 227 Stück Borstenvieh, 53 Gänse, 427 Hühner und 19 Bienstöcke hielten sowie 113 Apfelbäume, 80 Birnbäume, 97 Pflaumen- und Zwetschgenbäume und 145 Kirschbäume besaßen.
Anfang der 1930er Jahre hatte die Landgemeinde Missow eine Flächengröße von 3,9 km². Innerhalb der Gemeindegrenzen, wo Missow die einzige Wohnstätte war, standen insgesamt 29 bewohnte Wohnhäuser.
Im Jahr 1939 hatte die Landgemeinde Missow 181 Einwohner.
Die Landgemeinde Missow gehörte im Jahr 1945 zum Landkreis Rummelsburg im Regierungsbezirk Köslin der preußischen Provinz Pommern des Deutschen Reichs und war dem Amtsbezirk Gumenz zugeordnet. Das Standesamt befand sich in Gumenz.
Gegen Ende des Zweiten Weltkriegs wurde Missow Anfang März 1945 von der Roten Armee eingenommen. Anschließend wurde Missow zusammen mit ganz Hinterpommern von der Sowjetunion der Volksrepublik Polen zur Verwaltung überlassen. Es begann danach allmählich die Zuwanderung von Polen. Die einheimische Bevölkerung wurde in der Folgezeit von der polnischen Administration vertrieben. Der Ortsname wurde zu „Miszewo“ polonisiert.

## Kirchspiel bis 1945
Die vor 1945 anwesende Dorfbevölkerung war mit wenigen Ausnahmen evangelischer Konfession. Mit dem benachbarten Kirchdorf Wobeser bildete Missow eine eigene evangelische Kirchengemeinde, die Filialgemeinde im Kirchspiel Quackenburg im Landkreis Stolp war.
Das katholische Kirchspiel war in Rummelsburg i. Pom.

## Persönlichkeiten
- Balthasar Ludwig von Wobeser (1721–1796), Landrat des Rummelsburger Kreises, seit 1772 Herr auf Missow
- Karl Albert Christian Lüdtke (* 1860), Gutspächter, seit 1905 Rentengutsbesitzer zu Missow[10]